# La puerta de Ptolomeo
La puerta de Ptolomeo es el tercer y último tomo de la Trilogía de Bartimeo, escrita por Jonathan Stroud. Sus dos primeras entregas son El amuleto de Samarkanda y El ojo del Golem.

## Introducción
Han pasado tres años desde la conspiración de Henry Duvall, y John Mandrake (Nathaniel) es el importante ministro de Información del Gobierno Británico. Mantiene amistad con Jane Farrar, subjefa de Policía, y los dos son los favoritos de Rupert Deveraux, primer ministro.
Por su parte, el genio Bartimeo está más debilitado que nunca, debido a los dos años de permanencia que lleva en este mundo, obligado por su amo, John Mandrake.
Kitty Jones, exmiembro de la Resistencia, es la ayudante del hechicero Harold Button, y está recibiendo clases de magia, habiendo llegado ya a invocar a algún demonio. A su vez, se dedica a investigar sobre el pasado de Bartimeo y es camarera en el "The Frog",un pub nocturno en el que se discute de política.

## Argumento
Jane Farrar y John Mandrake descubren una posible conspiración en contra del Gobierno, pero deciden desmantelarla solos. John le encarga a Bartimeo la misión de vigilar a Clive Jenkins, hechicero perteneciente a dicho complot. Bartimeo le sigue por todo Londres, mientras él visita a varias personas, ultimándoles los detalles de un plan desconocido por ahora para los protagonistas. Después, Bartimeo abandona a Jenkins y sigue al mercenario, otro conspirador, ya conocido en anteriores aventuras, que debería conducirle hasta Clem Hopkins, también conocido y punto clave de la misión del genio. Pero, antes de poder investigar a fondo, es sorprendido por cinco trasgos, los cuales están a punto de acabar con él. Bartimeo regresa medio muerto con su amo, el cual está en casa del primer ministro en una fiesta. John decide dejarle partir para que se recupere, y entonces volver a invocarlo y pedirle la información. Este detalle le cuesta la antipatía de Jane Farrar y de los demás ministros, a los cuales John se ha visto obligado a dar detalles de la conspiración. Inmediatamente se busca a Clive Jenkins, pero no se le encuentra por ninguna parte. 
Al día siguiente, John, totalmente desanimado, visita a Quentin Makepeace y este le muestra un experimento consistente en invocar a un demonio dentro del cuerpo de un humano, que resulta ser Nick Drew, el cual,habiendo coincidido con Kitty en el "The Frog", les revela que esta está viva y el pub en que trabaja. John se enfada con Quentin al ver la manera con que este se regocija con el sufrimiento del plebeyo, y también con Bartimeo, pues el genio le había mentido diciéndole que Kitty estaba muerta. Inmediatamente intenta visitar a Kitty, pero esa noche el "The Frog" está cerrado. Después, enfurecido con Bartimeo, intenta invocarlo, pero no puede. Bartimeo está en la Tierra al servicio de otro humano.
La persona que invoca a Bartimeo no es otra que Kitty Jones, la que le propone una rebelión de demonios y plebeyos en contra de
los hechiceros. Bartimeo se niega, y la chica se enfada y le pregunta por qué a Ptolomeo le hacía caso en todo. Bartimeo le revela la razón de su estrecha relación con Ptolomeo: este le siguió hasta el Otro Lado. Kitty, abatida, despide a Bartimeo.
A la mañana siguiente, John busca a su antigua profesora de dibujo, la señorita Lutyens, pero ella le muestra tal desprecio que John empieza a derrumbarse. Cuando invoca a Bartimeo y este le revela sus investigaciones, inmediatamente lo manda junto con otros cuatro genios para secuestrar a Hopkins, mientras él busca de nuevo a Kitty. Esta vez la encuentra, pero enseguida deben dejar su conversación porque John debe asistir a una obra de teatro. Se la lleva consigo y empieza a darse cuenta de quién es él realmente, de que John Mandrake era simplemente una coraza y que, al romperse, ha mostrado al Nathaniel del interior.
Bartimeo y sus compañeros encuentran a Hopkins, pero resulta que realmente no es él, pues el genio Faquarl, archienemigo de Bartimeo, está en su interior. Mata a los cuatro genios, y encierra a Bartimeo en una sopera de plata (no hay material más dañino para los demonios que la plata).
Mientras, en el teatro se lleva a cabo una traición en la que los hechiceros son reducidos, atados y llevados en unos camiones hasta Westminster Hall (Congreso). Nathaniel y Kitty se salvan porque estaban en el palco con Makepeace, cerebro de la operación, pero solo en parte, pues también son conducidos a Westminster Hall, donde se encuentran con Hopkins, Jenkins y otros hechiceros, que invocan a demonios dentro de sí. Makepeace escoge al poderosísimo Nouda. Allí, Nathaniel invoca a sus cinco genios, pero solo llega Bartimeo. Cuando todo parece perdido, Nouda, Faquarl y los demás demonios invocados en los cuerpos de los hechiceros toman el control de los mismos, y Nouda, el jefe, deja marchar a Bartimeo al Otro Lado, pero este le pide un último favor: que no mate a Kitty ni a Nathaniel. Ellos son encerrados y deciden llevar a cabo dos planes: Kitty, seguir a Bartimeo hasta el Otro Lado para pedirle ayuda, y Nathaniel, conseguir el bastón de Gladstone, único artilugio capaz de vencer a Nouda, encerrado en los sótanos de Westminster Hall. Los dos consiguen sus objetivos, pero Kitty envejecerá por ir al hogar de los demonios. Nathaniel, además, consigue el amuleto de Samarkanda, que lo protegerá de cualquier ataque mágico, y las botas de siete leguas, que le permiten avanzar infinitamente más aprisa de lo normal. Bartimeo se funde con Nathaniel en su cuerpo, este le da a Kitty el amuleto y los dos se van a luchar contra los demonios, que están sembrando el caos en Londres, mientras Kitty libera a los hechiceros del Gobierno. Cuando se encuentran, Nathaniel y Bartimeo van a por Nouda, después de haber matado a Faquarl, y le dicen a Kitty que ayude a escapar a los plebeyos allí reunidos. Kitty cumple su misión, pero sus amigos no,y son heridos de gravedad por Nouda. Se vuelven a encontrar y obligan a Kitty a marcharse, en contra de su voluntad, mientras ellos intentan de nuevo matar a Nouda. Pero Nathaniel está muy débil, y necesita a Bartimeo para tenerse en pie. De todas formas, al final deja partir a Bartimeo para que se salve, y liberando toda la energía del bastón, acaba con Nouda. La vida o muerte de Nathaniel es incierta.